# 明治大学駿河台キャンパス

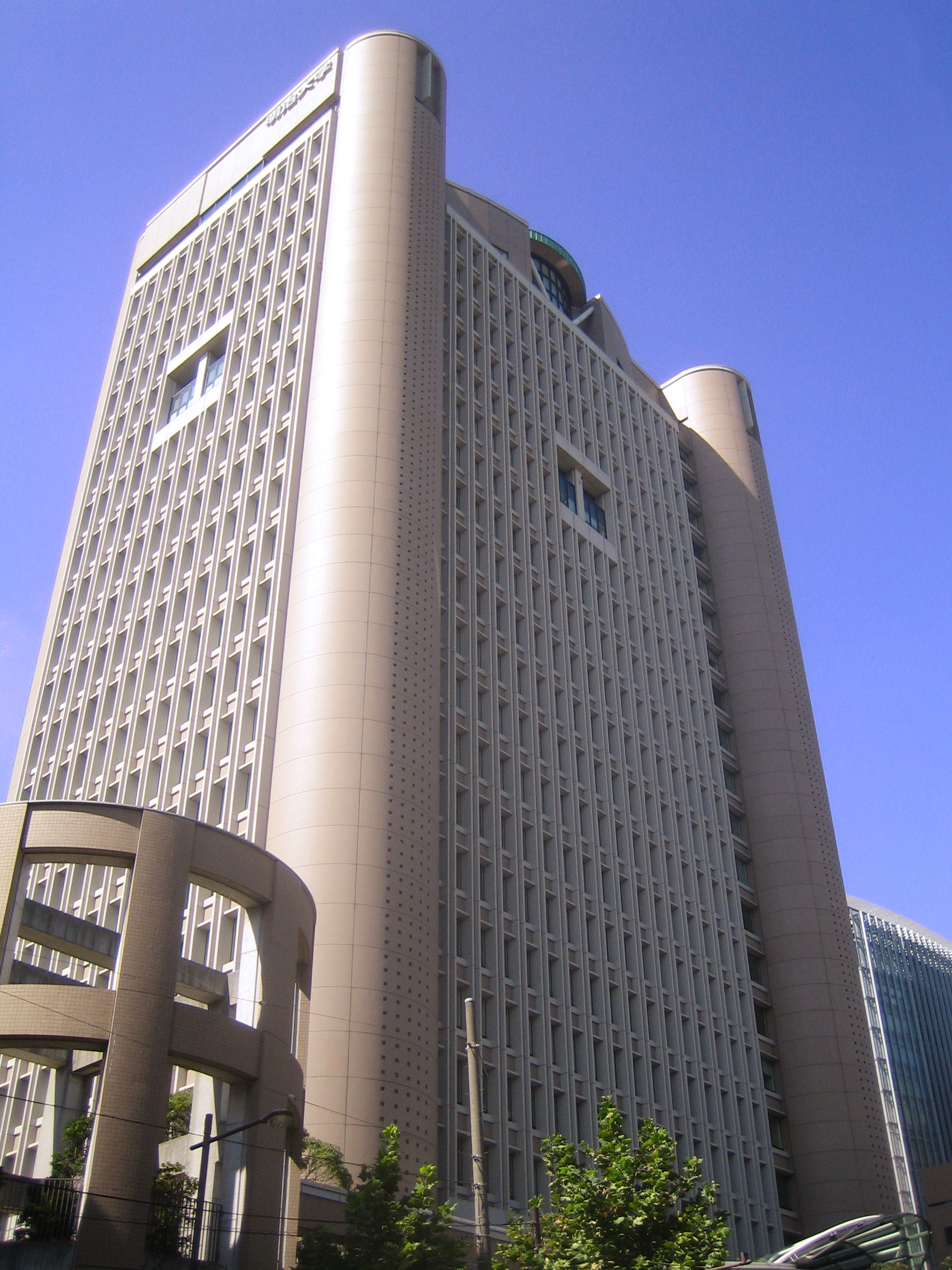
リバティタワー

明治大学駿河台キャンパス（めいじだいがくするがだいキャンパス）とは、東京都千代田区神田駿河台にある明治大学のキャンパスである。同大学の本部および運営法人である「学校法人明治大学」の所在地でもある。

## 使用学部・研究科
- 法学部・商学部・政治経済学部・文学部・経営学部・情報コミュニケーション学部の3、4年生
- 大学院法学研究科・商学研究科・政治経済学研究科・経営学研究科・文学研究科・情報コミュニケーション研究科

## 歴史

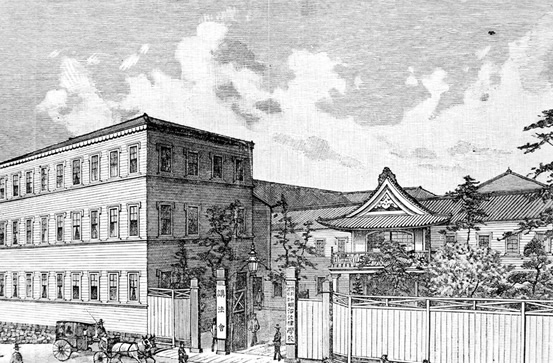
南甲賀町校舎

駿河台キャンパスの全景（昭和5年）

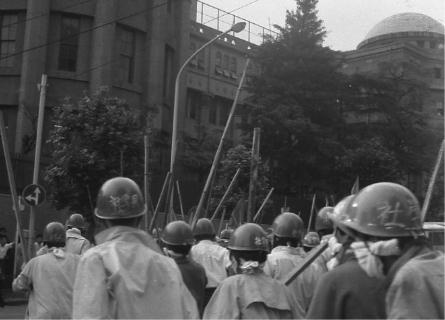
神田カルチェ・ラタン闘争

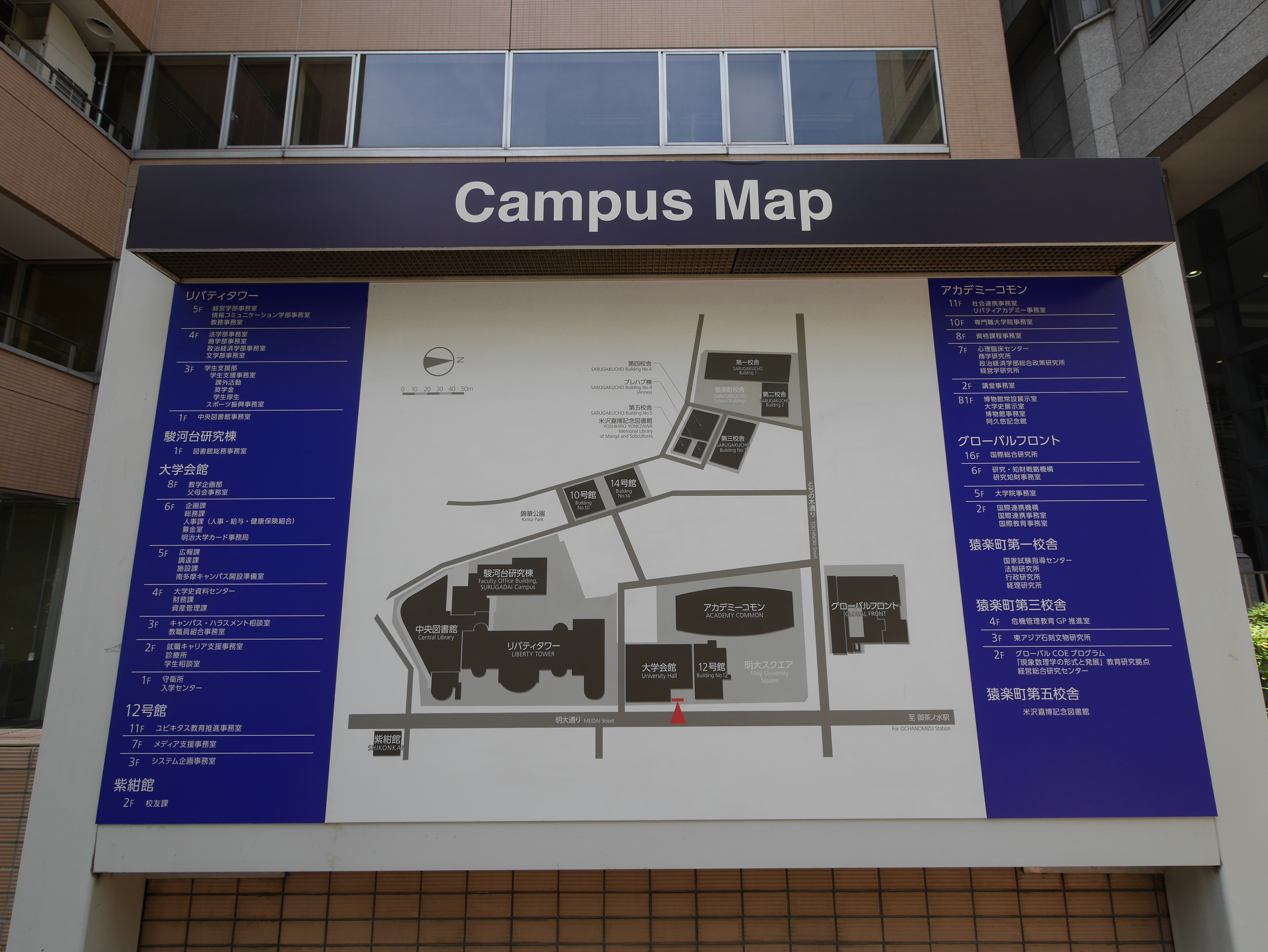
キャンパスマップ

- 1886年 - 明治法律学校が有楽町の旧島原藩上屋敷から駿河台南甲賀町校舎に移転。大木喬任・渡辺洪基・福澤諭吉・中江兆民などが移転開校式に出席。
- 1903年 - 神田猿楽町の第2寄宿舎完成、神田錦町の元神田中学校校舎を購入（錦町校舎）、図書閲覧室を拡張。
- 1904年 - 錦町校舎内に経緯学堂を開く。
- 1907年 - 明治高等予備校開設。
- 1910年 - 小松宮邸跡を借地。
- 1911年 - 初代記念館竣工、創立30周年記念祝典を挙行。
- 1912年 - 初代記念館焼失（3月）、2代目記念館竣工（12月）。
- 1916年 - 小松宮家から借地していた敷地を購入。
- 1919年 - 駿河台袋町および裏猿楽町の土地2,000坪を購入（現在の猿楽町校舎）。
- 1921年 - 予科校舎竣工。
- 1923年 - 関東大震災で甚大な被害を受ける。
- 1924年 - 仮校舎竣成、小平移転問題紛糾（～25年）。
- 1926年 - 予科1号館（のちの2号館）竣工。
- 1927年 - 大学1号館（のちの1号館）竣工。
- 1928年 - 3代目記念館竣工、復興記念祝典を挙行。
- 1929年 - 専門部女子部設置（猿楽町）、体育館竣工。
- 1932年 - 図書館竣工。
- 1933年 - 日魯漁業社有地500坪を購入[1]。
- 1934年 - 予科が和泉に移転。
- 1936年 - 女子部が猿楽町から2号館に移転。
- 1940年 - 4号館竣工（木造2階建て、現在の大学会館の場所）、日華生命保険社有地1,130坪を購入[2]。
- 1941年 - 師弟食堂営業開始。
- 1942年 - 女子部校舎竣工。
- 1944年 - 駿河台校舎が軍に徴用される。
- 1945年 - 空襲により体育館などが被害を受ける。
- 1949年 - 新制明治大学発足。
- 1950年 - 創立70周年記念式に昭和天皇隣席。
- 1951年 - 小川町および猿楽町の土地などを買収、さらに旧三輪信次郎邸、政経ビル、聖橋学園の校舎をも買収。
- 1952年 - 法・商・政経各学部の1、2年生を和泉に移転。
- 1953年 - 大学院校舎竣工[3]（現在の明大スクエアの場所）。
- 1955年 - 9号館完成、山脇服飾美術学院の土地を買収、聖橋校舎屋上増築。
- 1956年 - 旧佐々木研究所を購入（図書館増築用地）、小川町校舎竣工、経営学部が駿河台に移転。
- 1958年 - 6、7号館竣工（堀口捨己設計）。
- 1959年 - 新図書館竣工。
- 1960年 - 旧三浦謹之助邸を購入（11号館用地）、文・経営各学部の1、2年生を和泉に移転。
- 1961年 - 10号館竣工（旧三輪邸跡地）。
- 1963年 - 5号館竣工。
- 1964年 - 8号館（旧政経ビル）を学生会館とする。
- 1965年 - 11号館竣工（現在のグローバルフロントの場所）、聖橋校舎を売却。
- 1966年 - 学生会館竣工。
- 1967年 - 3号館竣工。
- 1969年 - 明大通りに解放区「神田カルチェ・ラタン」が出現。
- 1979年 - 第5回先進国首脳会議（東京サミット）開催前にして警視庁公安部が校舎を家宅捜索。加工した鉄パイプ138本などを押収[4]。
- 1982年 - 駿河台ホテルと8号館を交換。
- 1984年 - 創立100周年記念図書館、駿河台研究棟（合棟）竣工。
- 1985年 - 大学会館竣工（旧4号館跡地）、刑事博物館・考古学博物館・商品陳列館が大学会館内に移転。
- 1993年 - 総合施設整備推進会議、駿河台A地区の再開発を決定[5]。
- 1994年 - 12号館竣工（旧駿河台ホテル跡地）。
- 1995年 - 3代目記念館さよならイベントを挙行。
- 1998年 - リバティタワー竣工。
- 2000年 - 駿河台校舎中央図書館竣工。
- 2004年 - アカデミーコモン竣工。明治大学博物館（刑事部門・商品部門・考古部門）がアカデミーコモン内で開館。
- 2006年 - 紫紺館竣工（旧小川町校舎跡地）。
- 2009年 - 米沢嘉博記念図書館開館。
- 2009年 - 阿久悠記念館開館。
- 2013年 - グローバルフロント竣工。
- 2014年 - 山の上ホテル別館を購入[6]。

## 施設

### A地区

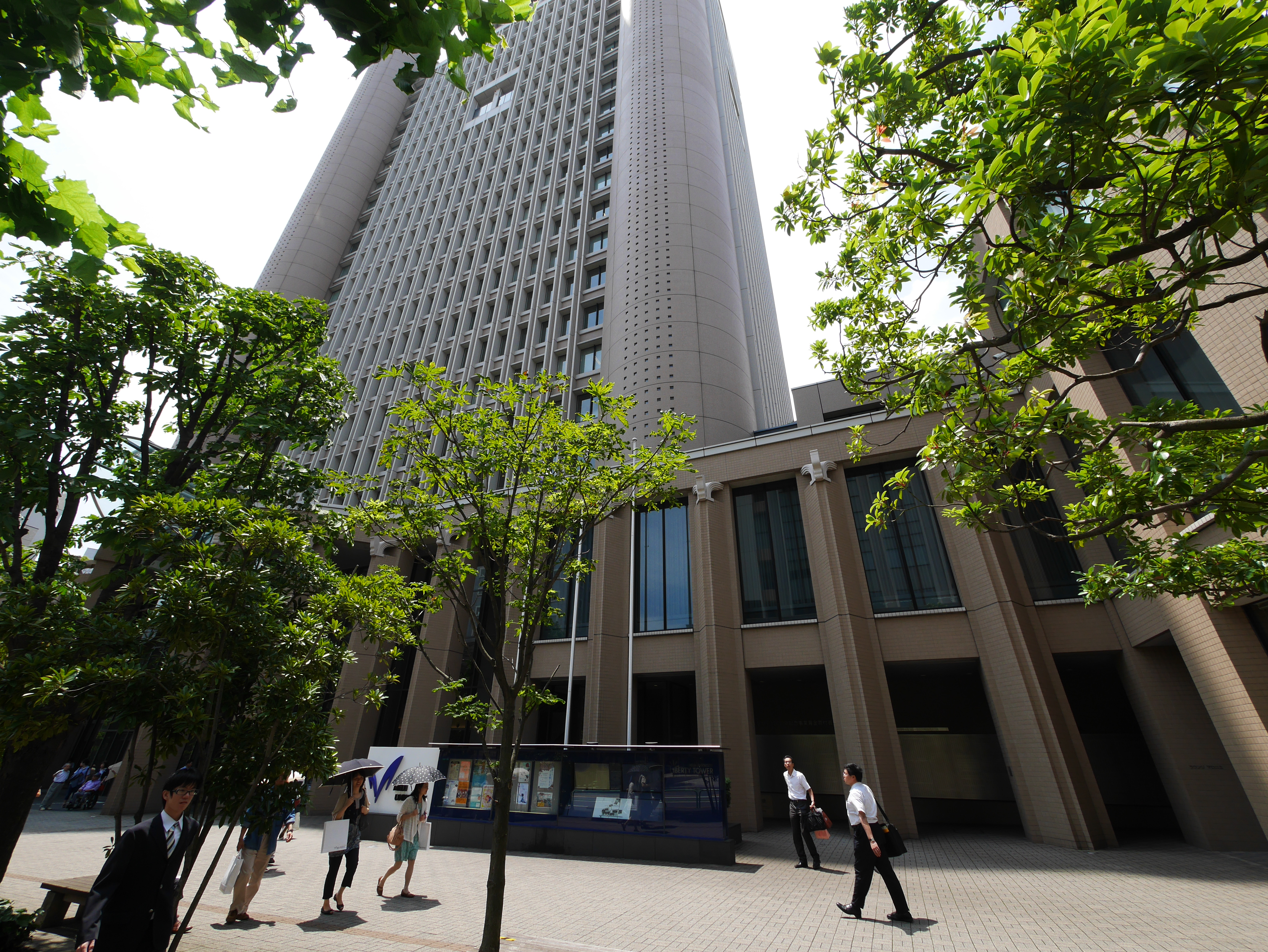
リバティタワー

- リバティタワー

明治大学創立120周年記念事業の一環として1998年（平成10年）9月、駿河台キャンパスA地区（かつての記念館と1、2、3号館、体育館、図書館跡地）に建てられた。設計：日建設計、施工：竹中工務店。地上23階・地下3階の高層校舎（高さ約120m）。続いて第二期工事に取りかかり、2000年（平成12年）10月に竣工。翌年3月に新図書館が開館した。
陽だまり広場には明治大学創立者（岸本辰雄、宮城浩蔵、矢代操）の胸像が設置されている。
リバティタワーと大学会館の間を通って山の上ホテルに抜ける坂道は、かつての明大総長佐々木吉郎にちなんで「吉郎坂」と呼ばれている。
- 研究棟

1984年（昭和59年）竣工。地下3階・地上12階建て。延べ床面積約16,411m2。
明治大学創立100周年記念事業の一環として旧9号館跡地に建てられた。後述の大学会館と同様に外壁はサンセットブラウンのタイル仕上げ。地下2階と地下3階に100周年記念図書館書庫がある。
竣工時は100周年記念図書館との合棟で、地下3階から地下1階までが書庫、地上2階と3階が開架閲覧室、4階以上が研究室だった。
2021年１月15日に研究棟内で子どものこころクリニックが開院した。

### B地区

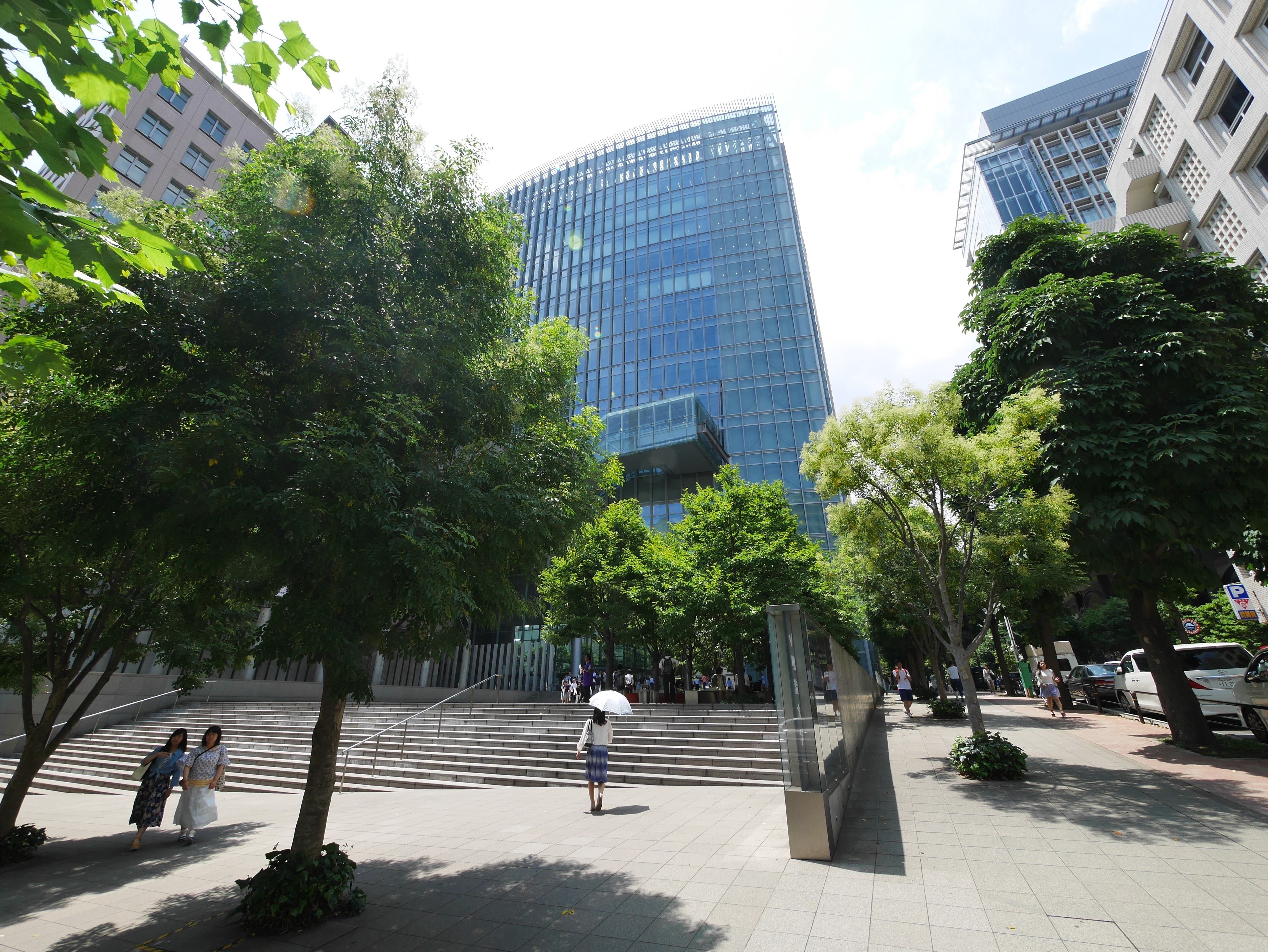
アカデミーコモン

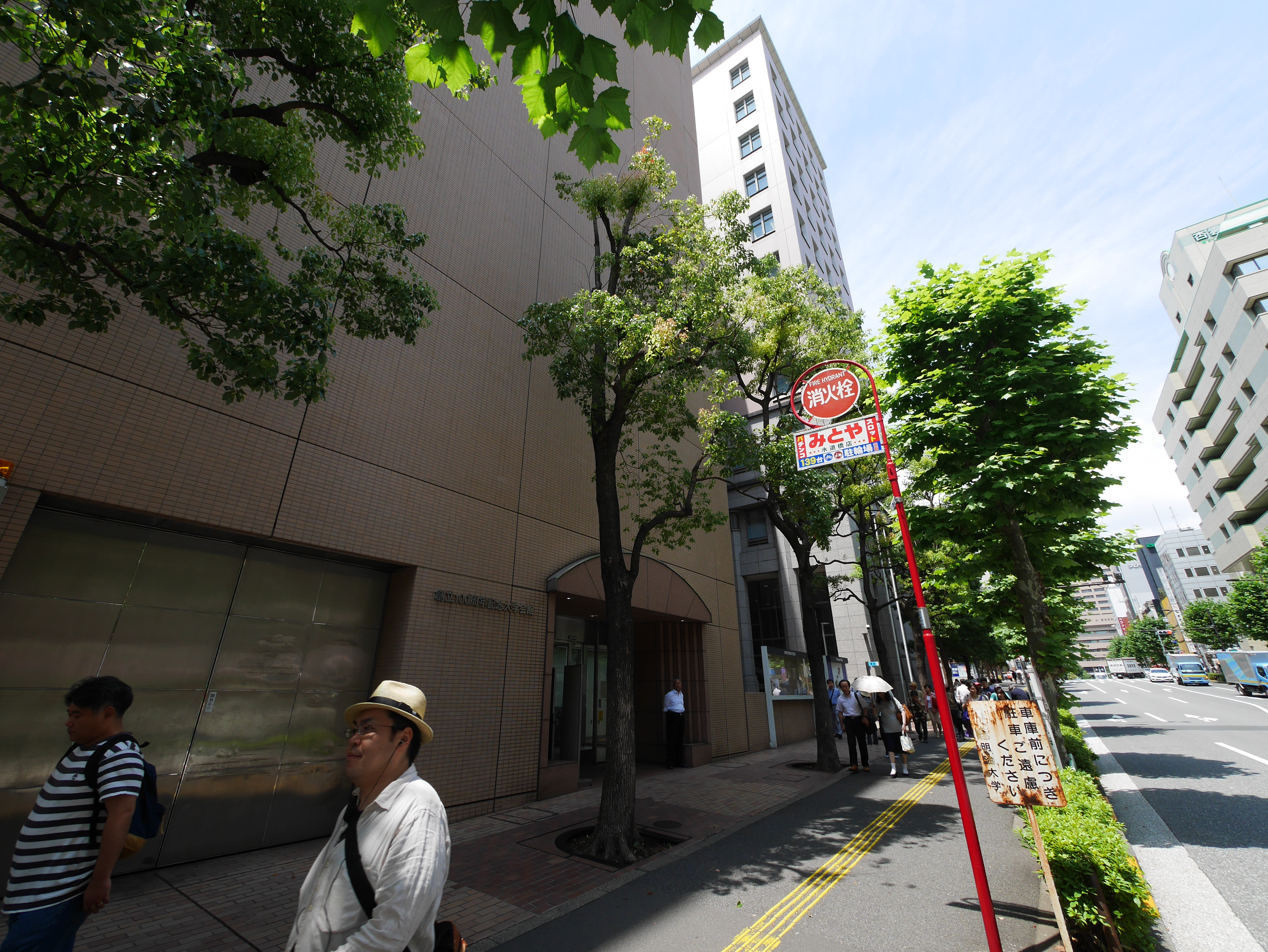
大学会館

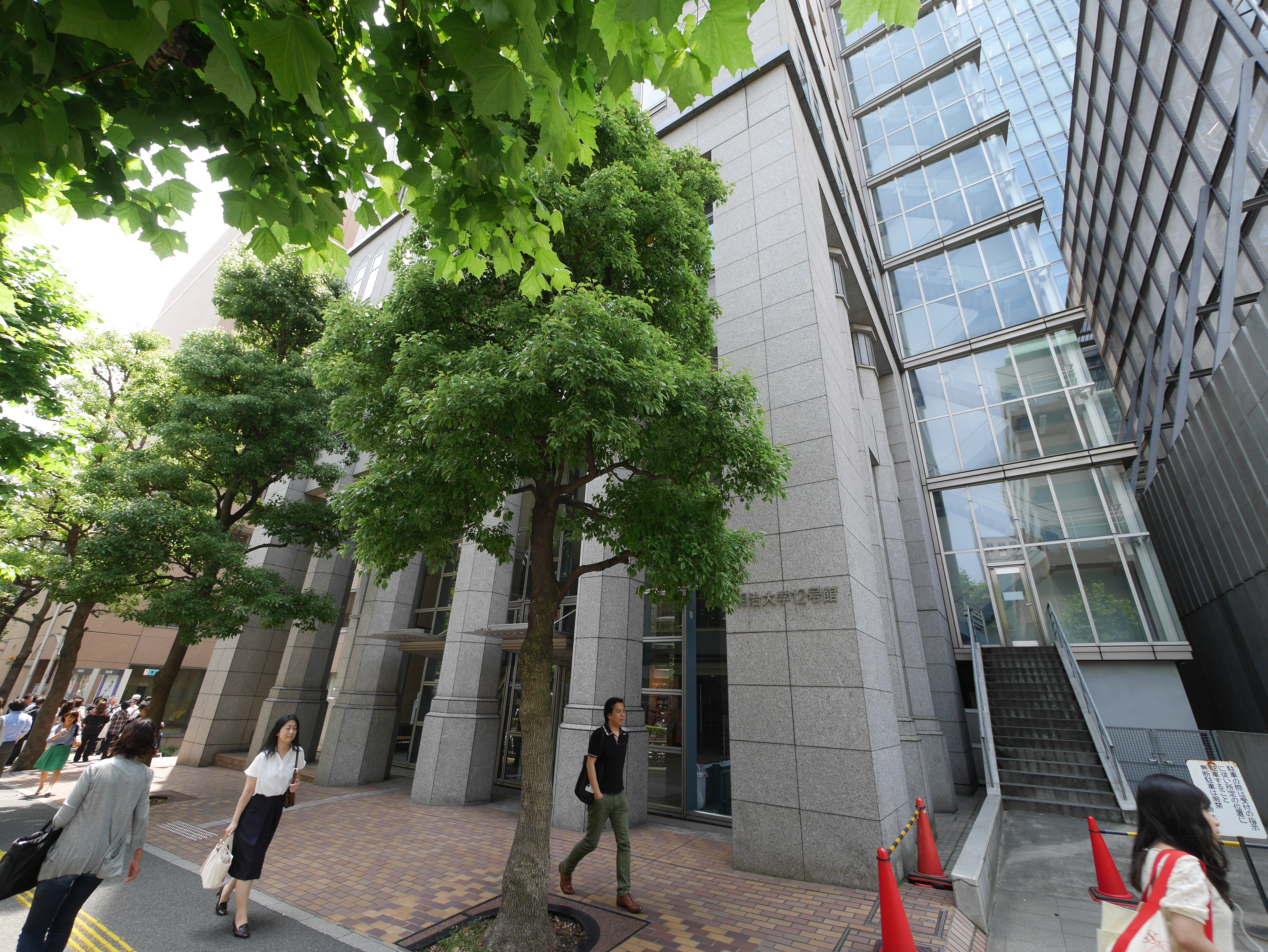
12号館

- アカデミーコモン

2004年（平成16年）に駿河台キャンパスB地区（かつての大学院校舎と5号館、6号館、7号館跡地）に建てられた。設計：久米設計、施工：鹿島建設・鴻池組の共同企業体。地上11階、地下2階建て、延べ床面積約25,804m2。
アカデミーホール、専門職大学院、リバティアカデミーの教室・事務室のほか、地階に明治大学博物館、阿久悠記念館がある。
- 大学会館

1985年（昭和60年）竣工。設計：久米建築事務所、施工：大成建設・大林組・清水建設の共同企業体。地下1階・地上8階・塔屋2階。延べ床面積9,951m2。
明治大学創立100周年記念事業の一環として旧4号館跡地に建てられた。法人本部や入学センター、就職キャリア支援センターなどが入っている。2004年（平成16年）までは3階と4階に刑事博物館・商品博物館・考古学博物館があった。
1階メモリアルホール壁面に三木武夫の揮毫による「権利自由 独立自治」のレリーフが掲げられている。
大学会館裏手には山の上ホテル別館があったが、現在は広場となっている。
- 12号館

1994年（平成6年）竣工。地下2階・地上12階建て。
メディアライブラリー（7階）、情報教室、PC実習室、CALL教室などを備える。地下1階に明大マート駿河台店、地下2階に三省堂書店明治大学駿河台店が入っている。

### C地区
- グローバルフロント

2013年（平成25年）竣工。CM：三菱地所、設計監理：日建設計、施工：戸田建設。地上17階、地下1階建て、高さ83m、延べ床面積約16,827m2。
明治大学創立130周年記念事業の一環として駿河台キャンパスC地区（かつての11号館と学生会館跡地）に建てられた。人文・社会科学系の大学院、研究・知財戦略機構、国際連携機構が入る教育・研究棟。とちの木通りに面するエントランスにはアーチ状のゲートが設けられている。

### D地区

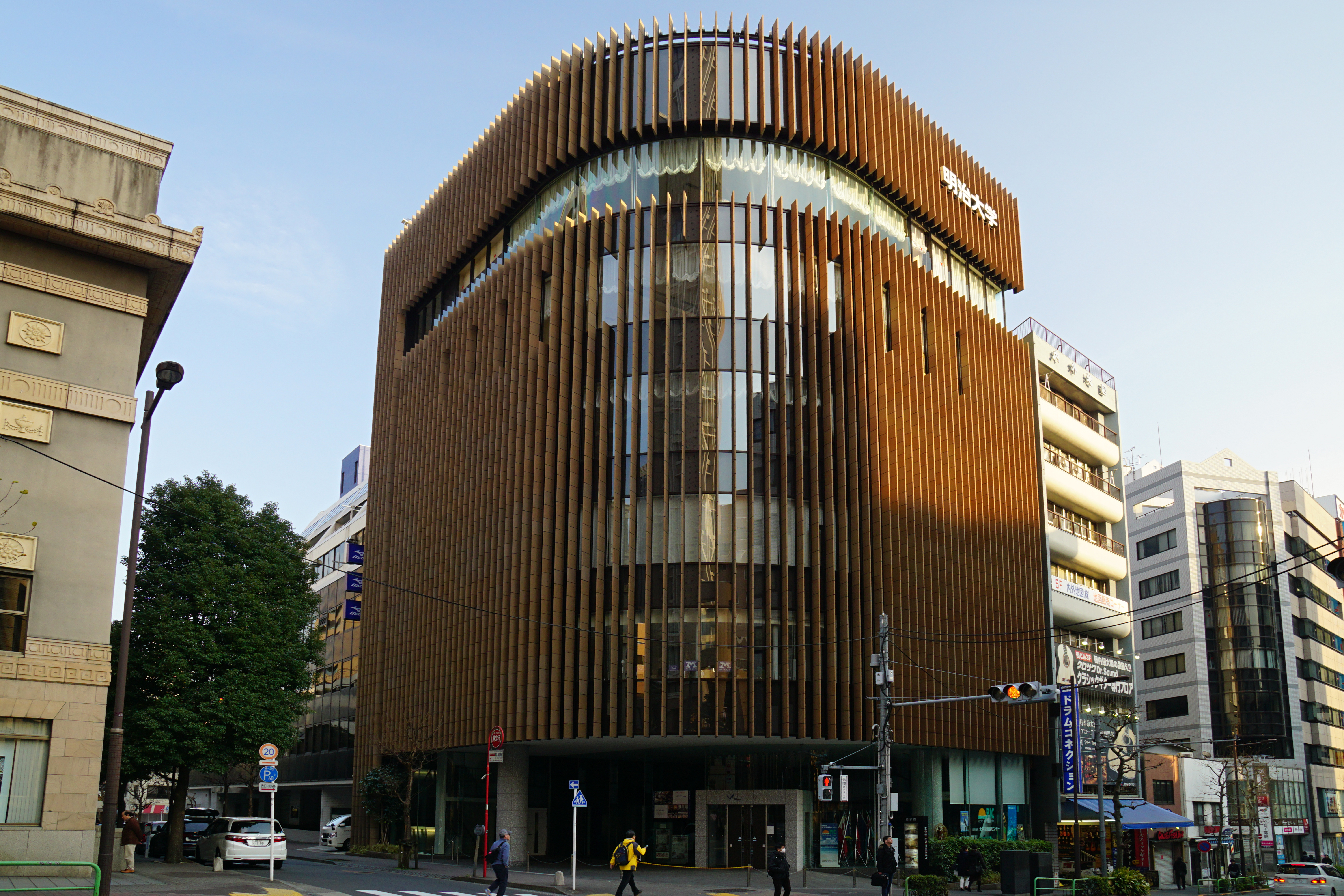
紫紺館

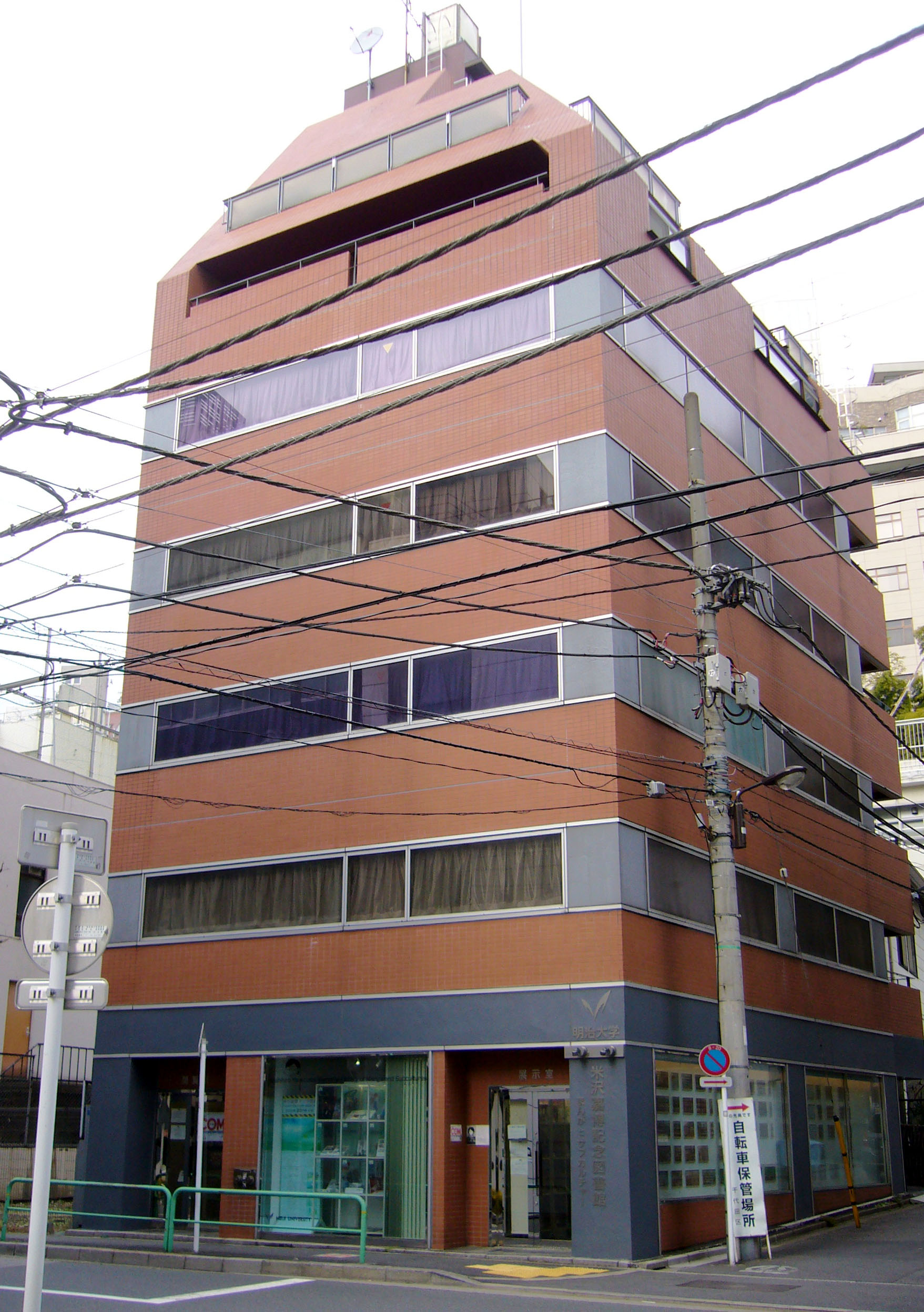
米沢嘉博記念図書館

- 紫紺館

2006年（平成18年）12月竣工。設計：山下設計、施工：鴻池組。地下1階・地上6階建。延床面積：3,124m2
1階に太平洋諸島センター、2階に校友会事務局、3、4階に会議室、5階にレストランフォレスタ椿山荘、6階にラウンジ明治が入っている。
旧小川町校舎時代は生協売店が入っていた。

### E地区
- 10号館

1961年（昭和36年）竣工。設計監理：山下寿郎設計事務所、施工：藤田組。地下1階・地上5階建て。延べ床面積5,817m2。
明治大学創立80周年記念事業の一環として旧三輪信次郎邸跡地に建てられた。かつての法学部校舎で模擬法廷も設けられていた。
現在はサークル棟となっている。
- 14号館

旧・東京国税局神田寮。ガバナンス研究科およびグローバル・ビジネス研究科の大学院生共同研究室として利用されている。

### 猿楽町地区
- 猿楽町校舎

旧・明治大学付属明治高等学校・中学校（2008年に調布市へ移転）。模擬法廷が設置されるなど国家試験指導センターや古代学研究所などの研究所や実験室が入っている。
- 米沢嘉博記念図書館

漫画とサブカルチャーの専門図書館。

### 師弟食堂
かつて駿河台キャンパスに存在した学生食堂。1941年12月5日開店。店名は志田鉀太郎総長の命名によるもので、現在のアカデミーコモン付近の2階建ての別棟の1階にラジオを備え、400人を収容した。同食堂は何度も移転を繰り返し、1980年頃は9号館（現存せず）地下、1990年頃は大学会館地下1階で営業していた。

## アクセス
- JR 中央線・ 総武線、 東京メトロ丸ノ内線 御茶ノ水駅[42]
- 東京メトロ千代田線 新御茶ノ水駅
- 東京メトロ半蔵門線、 都営三田線・ 都営新宿線 神保町駅